# Pappelwerder
Pappelwerder ist ein Gemeindeteil von Mittenwalde im Landkreis Uckermark (Brandenburg). Die kleine Siedlung entstand noch vor 1825.

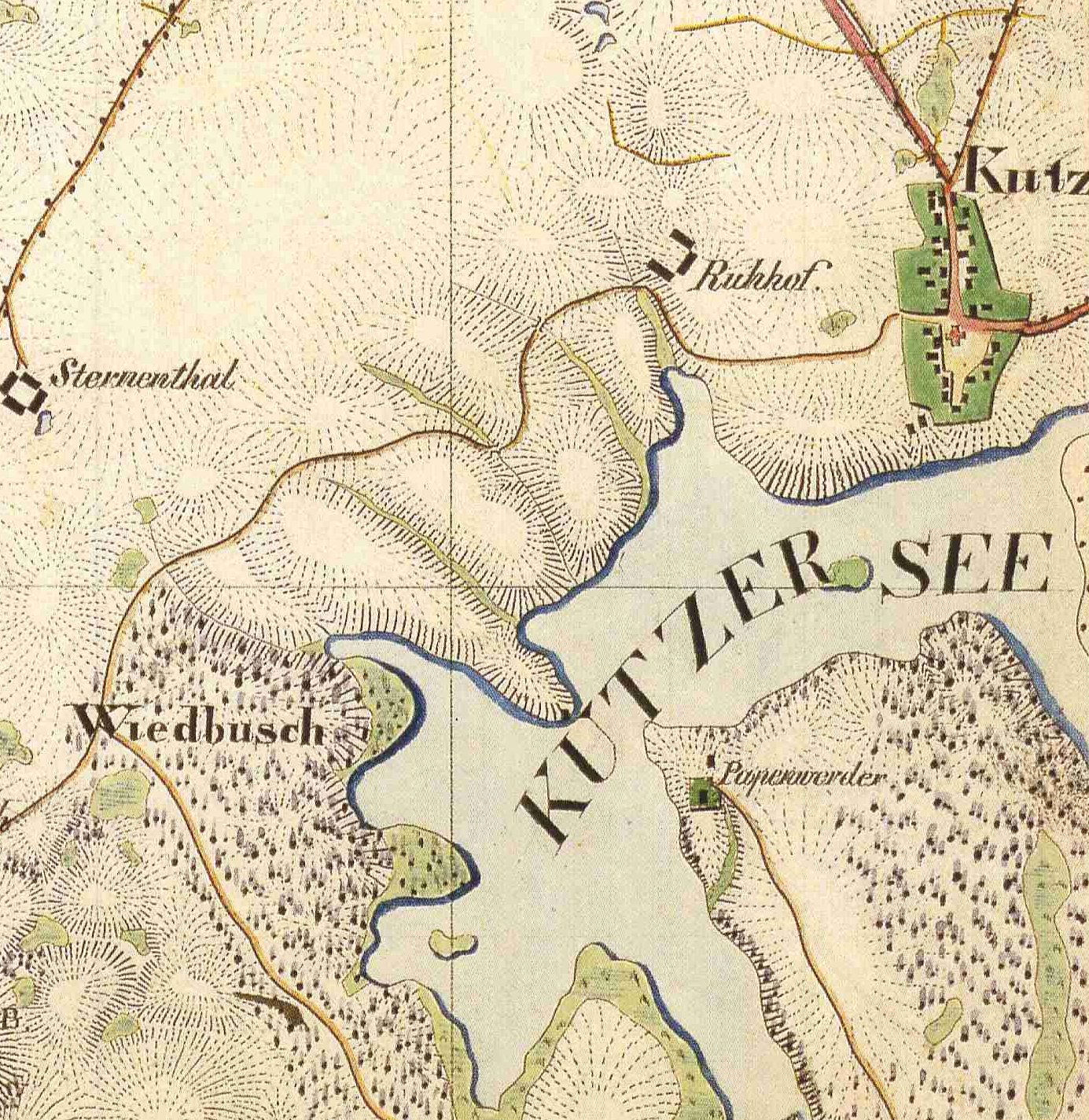
Kuhz und Ruhhof, Wohnplätze der Gemeinde Boitzenburger Land, und Pappelwerder, Gemeindeteil von Mittenwalde, Lkr. Uckermark, Brandenburg, Ausschnitt aus dem Urmesstischblatt 2747 Boitzenburg von 1825

## Lage
Der Gemeindeteil Pappelwerder liegt 2,8 km westsüdwestlich vom Ortskern von Haßleben und 2,9 km nordnordwestlich von Mittenwalde am Kuhzer See zwischen Haßlebenscher Lanke und Mittenwaldscher Lanke. Pappelwerder ist von Mittenwalde aus zunächst über die B 109 in Richtung Haßleben, und dann kurz nach Mittenwalde über eine kleine Straße zu erreichen. Die Straße endet in Pappelwerder. Die Siedlung liegt auf etwa 76 m ü. NHN. Östlich der kleinen Siedlung liegen drei kleine, in Nord-Süd-Richtung gelängte Teiche.

## Geschichte
Die Siedlung entstand vor 1825 als ausgebauter Hof des Bauern Düsing in Mittenwalde. Im Urmesstischblatt 2747 Boitzenburg von 1825 ist er Papenwerder genannt. 1840 ist er als Papenwerder Bauerhof unter Mittenwalde verzeichnet. Er gehörte wie Mittenwalde den von Riebenschen Erben.
1860 ist Pappelwerder wieder unter Mittenwalde geführt. Es bestand aus einem Wohnhaus und zwei Wirtschaftsgebäude und hatte 8 Einwohner. Leider ist keine Größe angegeben. Der Tierbestand belief sich auf 4 Pferde, 3 Stück Rindvieh und 30 Schafe.
Auch 1871 ist Pappelwerder unter Mittenwalde gelistet; es bestand aus einem Wohnhaus und hatte 4 Einwohner.
1897 wird Pappelwerder als Ausbau zum Gutsbezirk Mittenwalde bezeichnet. 1925 hatte Pappelwerder 7 Einwohner.
1929 gehörte Pappelwerder dem Franz Schröder. Der Hof hatte eine Größe von 23 Hektar. Davon waren 15 Hektar Ackerland, 2 Hektar Wiesen, 2 Hektar Weiden, 2 Hektar Holzung und 2 Hektar Unland. Der Tierbestand belief sich auf 3 Pferde, 11 Stück Rindvieh, davon 5 Kühe, 4 Schafe und 10 Schweine.
Pappelwerder gehörte zum Gutsbezirk Mittenwalde. 1874 wurde der Gutsbezirk Mittenwalde mit Pappelwerder dem Amtsbezirk 3 Kröchlendorf zugewiesen. Amtsvorsteher war Landrath a. D. Oskar von Arnim, Rittergutsbesitzer auf Kröchlendorf. Stellvertreter war Administrator Meyer auf Kröchlendorf. 1928 wurde der Gutsbezirk Mittenwalde mit Pappelwerder, mit den Gutsbezirken Blankensee und Kienwerder, das Gut Seeburg des Gutsbezirks Ruhhof, und Parzellen der Gemarkung Seeburg des Gutsbezirks Kröchlendorff zur Gemeinde Mittenwalde vereinigt. 1931, 1950 und 1967 wurde Pappelwerder als Wohnplatz von Mittenwalde aufgeführt. 1992 schloss sich Mittenwalde mit neun anderen Gemeinden zum Amt Gerswalde zusammen. Pappelwerder hat heute den Status eines Gemeindeteils von Mittenwalde.